# Декриц, Джон
Джон Декриц Старший, также Джон де Криц (англ. John de Critz, John Decritz; род. 1551 или 1552, Антверпен — не позднее 14 мая 1642, Лондон) — художник-портретист фламандского происхождения, работавший в Англии при дворе королей Якова I и Карла I.

## Жизнь и творчество
Ещё ребёнком был привезён из Антверпена, в районе которого проходили боевые действия между испанцами и восставшими жителями Нидерландов, в Англию. Художественное образование получил в мастерской также жившего в эмиграции в Лондоне фламандского живописца Лукаса де Хере. В конце 1590-х годов Декриц открывает собственную мастерскую в Лондоне как свободный художник. В 1603 году он получает почётное звание королевского «сержанта-художника» (Serjeant Painter). Эту должность при дворе он занимает первоначально с Леонардом Фрайером, а затем, в 1610—1619 — совместно с Робертом Пиком. Похоронен 14 мая 1642 года в Лондоне.
Творческое наследие Джона Декрица составляют прежде всего портреты членов королевской семьи и высших чиновников современной ему Англии. Как Serjeant Painter он должен был также делать копии с картин других мастеров, украшать своей живописью королевские дворцы, кареты и лодки и создавать декорации для различных праздничных церемоний.

## Семья
Известны трое из его сыновей: Джон Декриц Младший (до 1599 — после 1642), также бывший придворным художником, Томас (1607—1653) и Эммануэль (1608—1665). Двое последних также были живописцами.

## Галерея

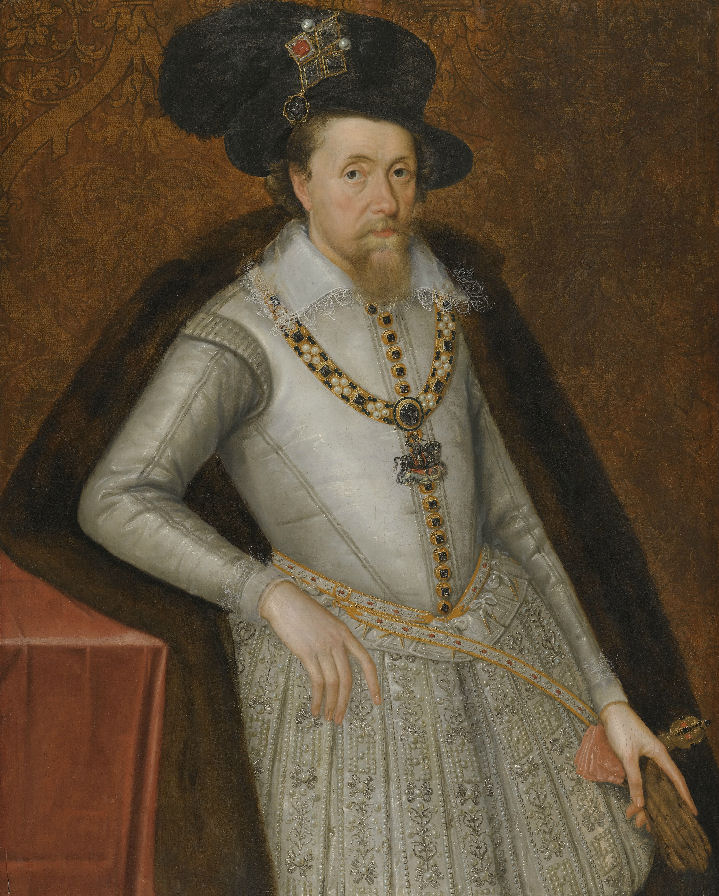
Портрет короля Якова I (ок. 1606 г.)
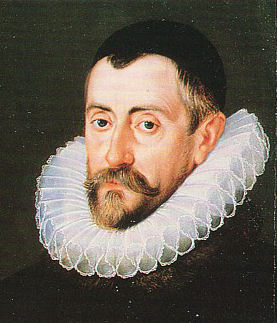
Френсис Уолсингем (1587)
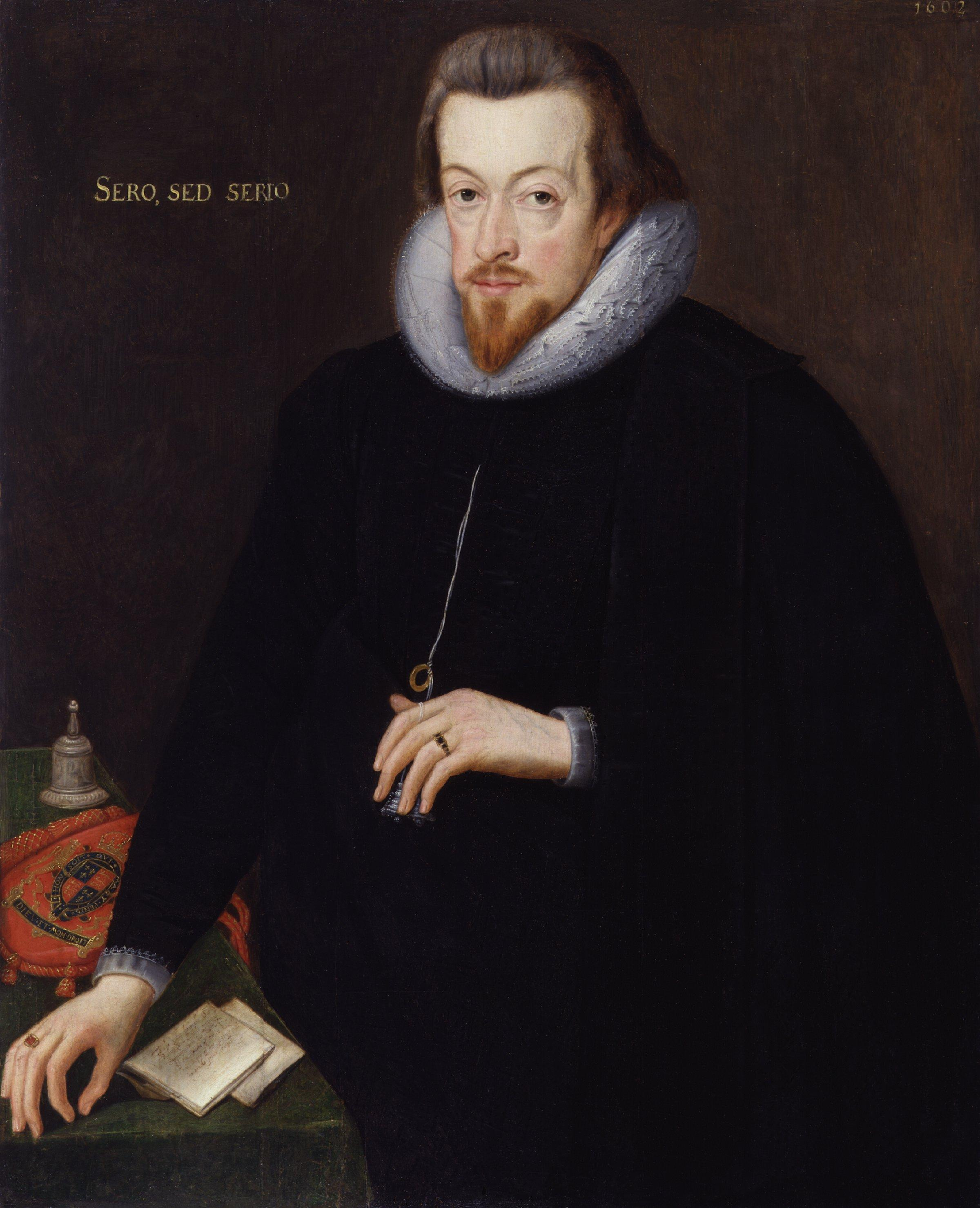
Роберт Сесил, 1-й граф Солсбери (ок. 1602)
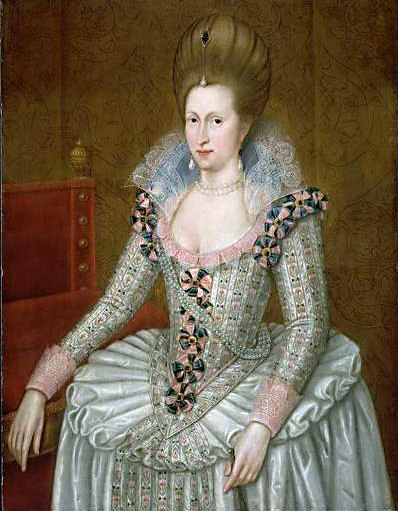
Портрет королевы Анны Датской (ок. 1605 г.)
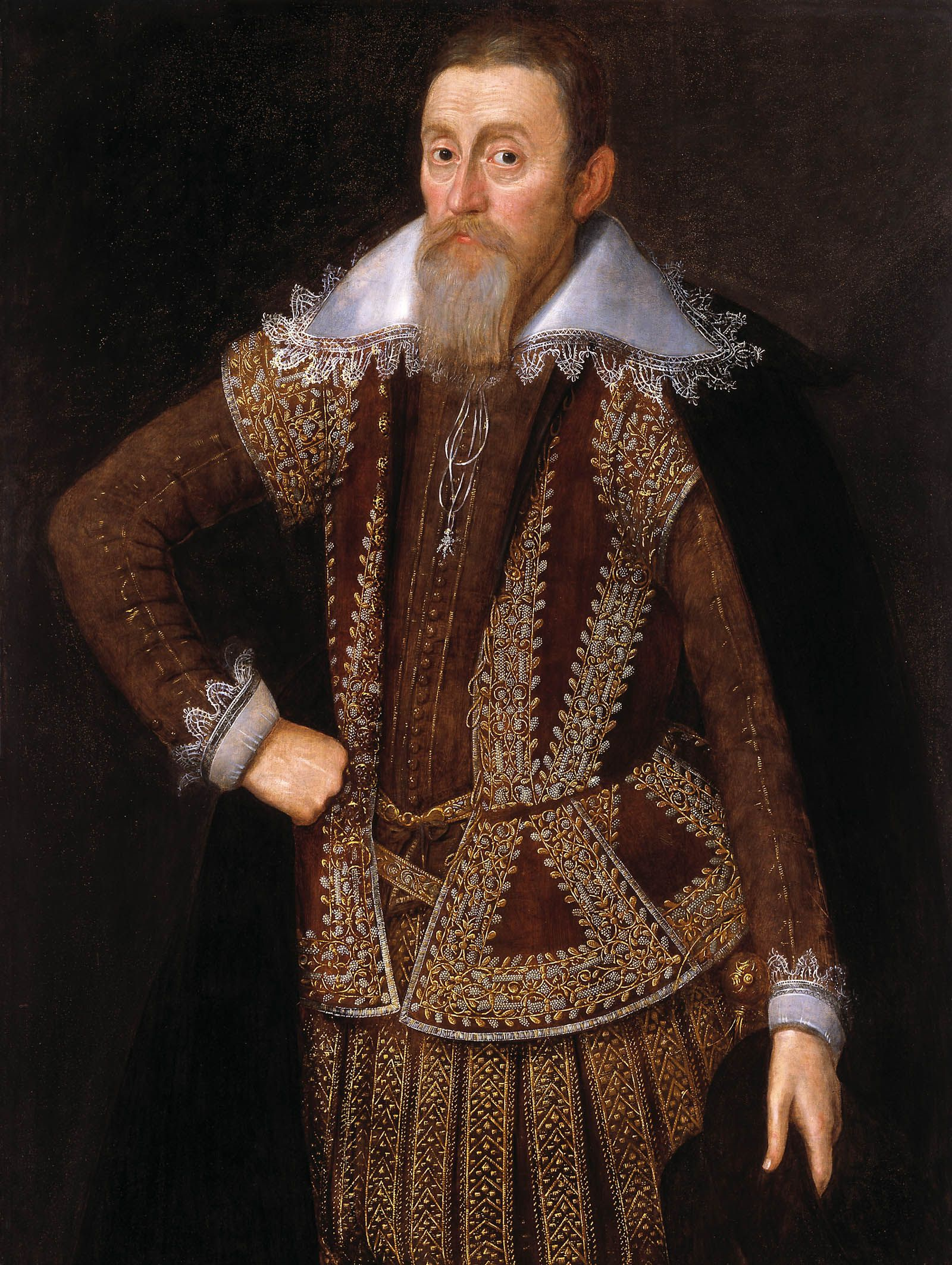
Уильям Паркер, 4-й барон Монтигл, 11-й барон Морли (ок. 1615 г.).